# Regel 110

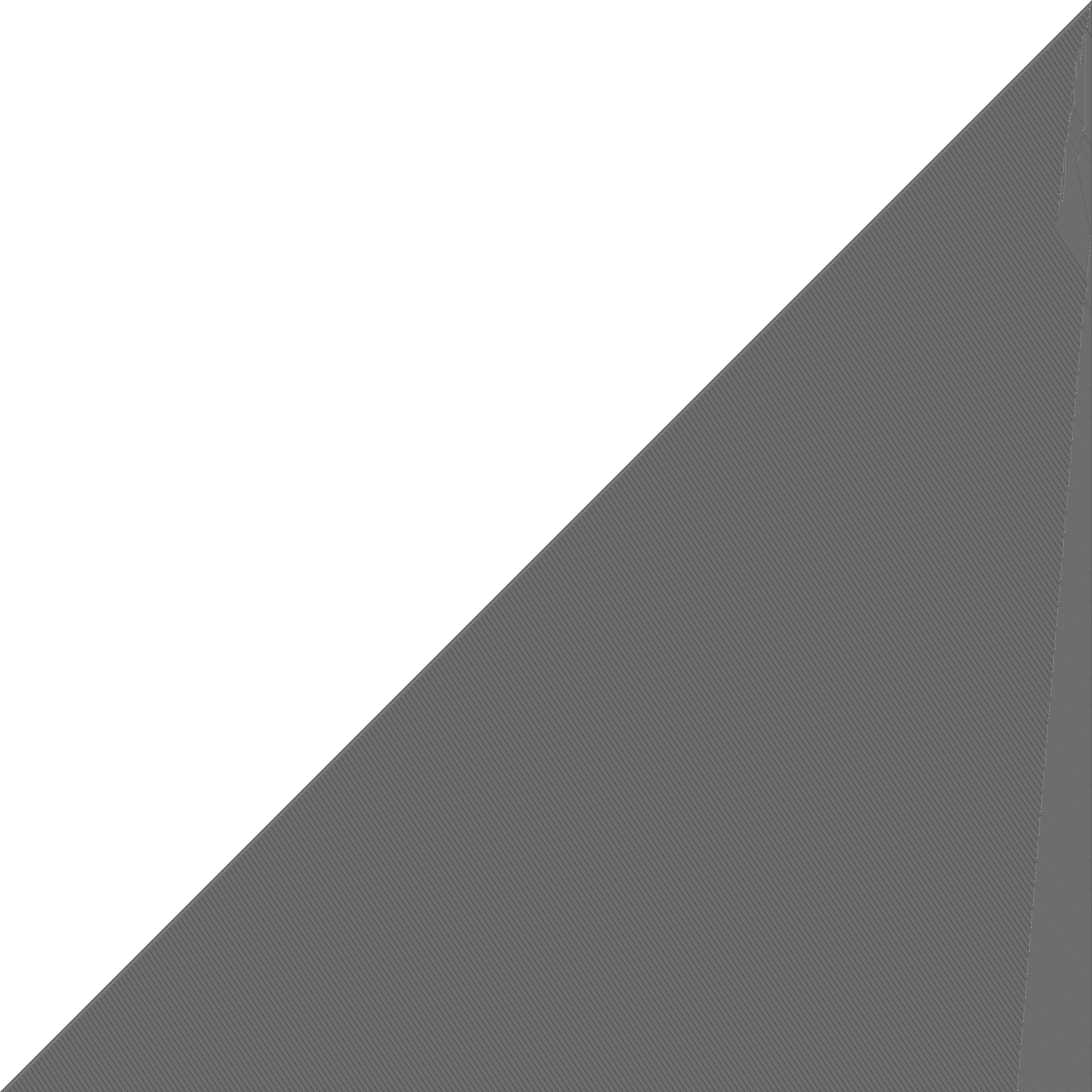
Regel 110 vanuit 1 cel.

Regel 110 (Engels: Rule 110) is de enige elementaire cellulaire automaat waarvan Turingvolledigheid is bewezen. Regel 110 werd voor het eerst beschreven door Stephen Wolfram in zijn boek A New Kind of Science.
Beschrijving:
De automaat bestaat uit een oneindige rij cellen Ci. De nieuwe toestand van de cel Ci wordt bepaald door een booleaanse functie met drie parameters: F(Ci−1, Ci, Ci+1). Dat wil zeggen, de huidige waarde van cel Ci en die van de linker- en rechterbuur.
Omdat een booleaanse functie met ariteit drie slechts 23=8 mogelijke waarden oplevert, is het niet zo moeilijk de tabel uit te schrijven.
| huidige toestand | huidige toestand | huidige toestand | nieuwe toestand   |
| Ci-1             | Ci               | Ci+1             | F(Ci-1, Ci, Ci+1) |
| ---------------- | ---------------- | ---------------- | ----------------- |
| 0                | 0                | 0                | 0                 |
| 0                | 0                | 1                | 1                 |
| 0                | 1                | 0                | 1                 |
| 0                | 1                | 1                | 1                 |
| 1                | 0                | 0                | 0                 |
| 1                | 0                | 1                | 1                 |
| 1                | 1                | 0                | 1                 |
| 1                | 1                | 1                | 0                 |

De functie kan dus worden gerepresenteerd door een achtbits integer zonder teken. Decimaal levert dat 110 op, wat de naamgeving verklaart.

## Turingvolledigheid
Het bewijs van turingvolledigheid werd geleverd door Matthew Cook. De Turingvolledigheid van regel 110 werd voor het eerst vermoed door Stephen Wolfram in 1985. Cook presenteerde zijn bewijs op de CA98 conferentie op het Santa Fe Institute voordat het boek van Wolfram was uitgegeven. Wolfram Research beschuldigde Cook daarom van het verbreken van zijn geheimhoudingsverklaring. Het bewijs van de turingvolledigheid werd daarom pas in 2004, na afloop van de conferentie, in Wolframs tijdschrift Complex Systems gepubliceerd.